# Hrynky (Krementschuk)
Hrynky (ukrainisch Гриньки; russisch Гриньки Grinki) ist ein Dorf in der ukrainischen Oblast Poltawa mit 2500 Einwohnern (2004).
Hrynky entstand im späten 17. Jahrhundert/Anfang des 18. Jahrhunderts durch geflohene Leibeigene, die sich hier niederließen. 1780 bestand die Ortschaft aus 53 Hütten, die bis 1859 auf 189 Haushalte, mit 1245 Bewohnern anwuchs.
Hrynky liegt unweit nördlich der Fernstraße N 08 an der Territorialstraße T–17–21 21 km nordwestlich vom Hlobyne, 65 km nördlich der Stadt Krementschuk und 140 km westlich vom Oblastzentrum Poltawa.

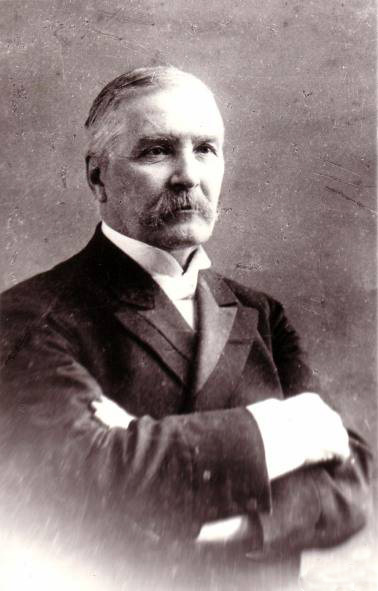
Sohn der Ortschaft: Mykola Lyssenko

Am 12. Juni 2020 wurde das Dorf ein Teil der neugegründeten Siedlungsgemeinde Hradysk, bis dahin bildete es zusammen mit dem Dorf Tymoschiwka (Тимошівка) die gleichnamige Landratsgemeinde Hrynky (Гриньківська сільська рада/Hrynkiwska silska rada) im Norden des Rajons Hlobyne.
Am 17. Juli 2020 kam es im Zuge einer großen Rajonsreform zum Anschluss des Rajonsgebietes an den Rajon Krementschuk.

## Persönlichkeiten
Im Ort kam am 10. Märzjul. / 22. März 1842greg. der ukrainische Komponist, Pianist und Dirigent Mykola Lyssenko († 24. Oktoberjul. / 6. November 1912greg., Kiew) zur Welt.